# Вученовић
Вученовић је српско презиме. Значајни људи са овим презименом су:
- Марија Вученовић (рођена 1993), српска бацачица копља